# Al III-lea amendament la Constituția Statelor Unite ale Americii
Al III-lea amendament la Constituția Statelor Unite impune restricții privind cantonarea soldaților în locuințe private fără consimțământul proprietarului, interzicând această practică pe timp de pace. Amendamentul reprezintă o reacție la Documentele cantonării⁠(d) adoptate de parlamentul britanic în perioada de dinaintea Războiul de Independență pentru a permite armatei britanice să găzduiască soldați în clădiri publice.
Al treilea amendament a fost introdus în Congresul Statelor Unite în 1789 de James Madison ca parte a Bill of Rights. Congresul a propus amendamentul statelor la 28 septembrie 1789, iar până la 15 decembrie 1791, 3/4 din acestea au ratificat-o. Secretarul de stat Thomas Jefferson a anunțat adoptarea amendamentului la 1 martie 1792.
Amendamentul este unul dintre cele mai puțin controversate din Constituției și este rareori contestat, jurnalistul Radley Balko⁠(d) numindu-l „avortonul” Constituției Statelor Unite. Până în prezent, nu a fost niciodată citat într-o decizie a Curții Supreme, deși a fost subiectul cazului Engblom v. Carey⁠(d) (1982) judecat în cadrul United States Court of Appeals for the Second Circuit⁠(d).

## Textul
| “ | Niciun soldat nu va fi încartiruit pe timp de pace în vreo casă fără consimțământul proprietarului, nici în vreme de război altfel decât în conformitate cu legea. | ” |

## Context
În 1765, parlamentul britanic a promulgat primul dintre Documentele cantonării, cerând coloniilor americane să plătească costurile soldaților britanici care slujesc în colonii, iar dacă barăcile locale nu sunt suficient de spațioase, coloniștii să găzduiască trupele în hanuri sau grajduri. După partida de ceai de la Boston, documentul cantonării din 1774 a fost promulgat. Fiind parte a Legilor Intolerabile⁠(d) care au împins coloniile spre revoluției, a autorizat găzduirea trupelor britanice oriunde era necesar, inclusiv în locuințe private. Cantonarea trupelor a reprezentat una dintre nemulțumirile coloniștilor în Declarația de independență a Statelor Unite.

## Adoptarea
După câțiva ani de guvernare relativ slabă sub Articolelor Confederației, o Convenție constituțională⁠(d) din Philadelphia a propus o nouă constituție pe 17 septembrie 1787. George Mason⁠(d), un delegat al convenției și redactorul Declarației Drepturilor din Virginia⁠(d), a propus ca textul viitoarei Constituții să includă o listă cu drepturile cetățenești⁠(d) garantate. Alți delegați - inclusiv viitorul redactor al Bill of Rights, James Madison - nu au fost de acord, susținând că statul garantează drepturile cetățenești, iar orice încercare de enumerare a drepturilor individuale implică faptul că celelalte drepturi nenumite nu sunt protejate. După o scurtă dezbatere, propunerea lui Mason a fost respinsă printr-un vot unanim al delegațiilor.
Cu toate acestea, nouă din cele treisprezece state au fost obligate să aprobe Constituția în convențiile statale pentru a permite ratificarea documentului. Cei care s-au opus ratificării - i.e. curentul antifederalist - erau îngrijorați de faptul că în Constituție nu există garanții adecvate pentru drepturile cetățenești. Susținătorii documentului proveniți din statele în care populația era împotriva ratificării (inclusiv Virginia, Massachusetts și New York) au propus convențiilor din propriile state atât să ratifice Constituția, cât și să adauge o Lege a Drepturilor. Mai multe convenții statale au propus o clauză împotriva cantonării de trupe în locuințe private. În cadrul Convenției de ratificare din Virginia⁠(d) din 1788, Patrick Henry a declarat: „Una dintre primele noastre nemulțumiri, sub fostul guvern [britanic], a fost cantonarea de trupe printre noi. Acesta a fost unul dintre principalele motive pentru dizolvarea legăturilor cu Marea Britanie. [Sub noua Constituție,] putem avea trupe pe timp de pace. Ele pot fi adăpostite – pentru a ne tiraniza, a ne asupri și a ne zdrobi”.

## Ratificarea

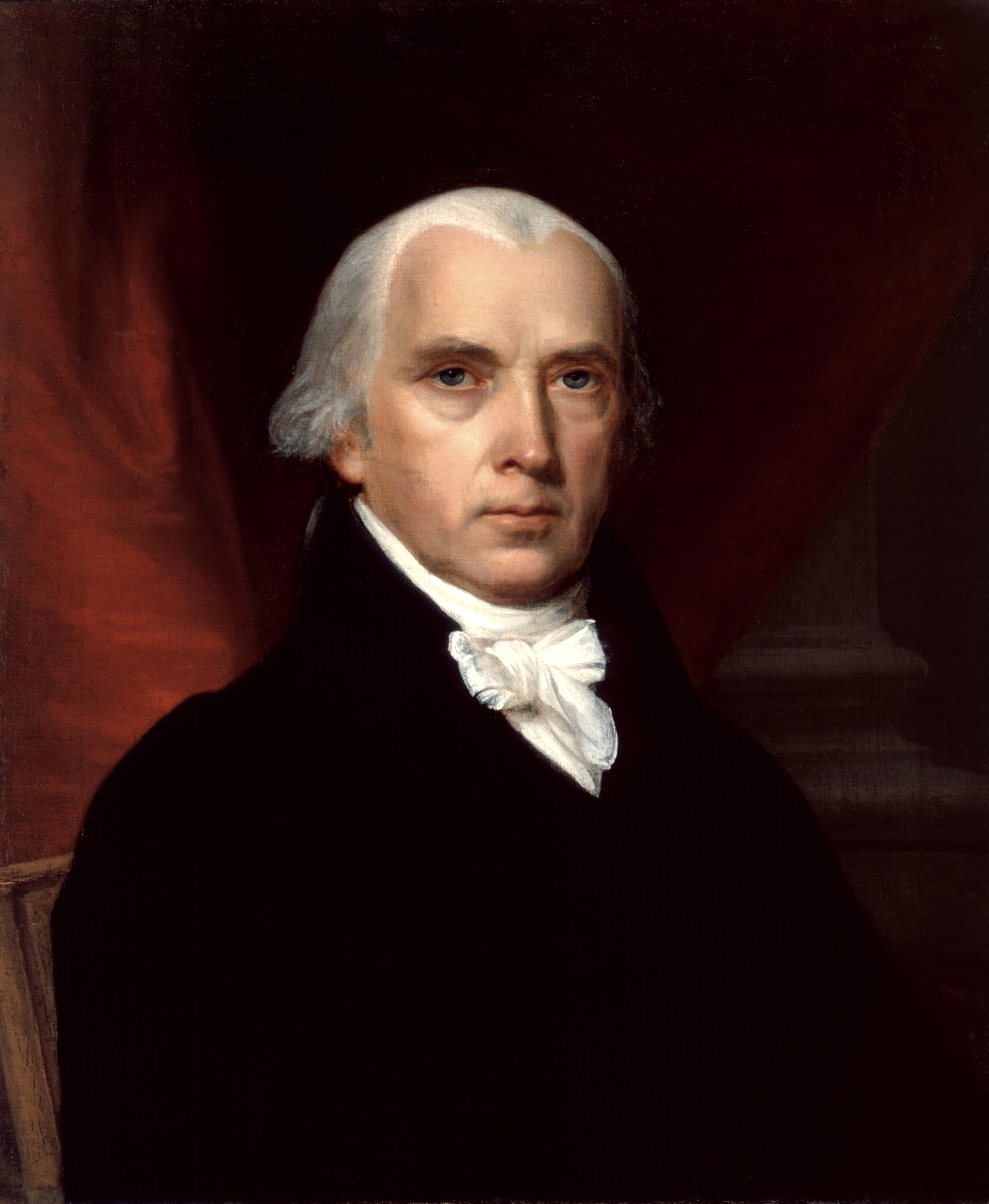
James Madison, redactorul Bill of Rights

În cadrul Primului Congres al Statelor Unite, la solicitarea organelor legislative ale statelor, James Madison a propus douăzeci de amendamente constituționale, având ca model legile drepturilor implementate de state și documente engleze precum Declarația drepturilor din 1689; una dintre acestea prevedea interzicerea încartiruirea trupelor în locuințe private. În Congres au fost propuse mai multe revizuiri ale viitorului amendament, versiunile deosebindu-se în funcție de modul în care era diferențiată starea de pace de starea de război și dacă executivul sau legislativul avea puterea de a autoriza cantonarea. Cu toate acestea, amendamentul a trecut în cele din urmă de Congres aproape neschimbat și prin vot unanim. Congresul a redus cele douăzeci de amendamente propuse de Madison la douăsprezece, iar acestea au fost înaintate statelor spre ratificare la 25 septembrie 1789.
Când Bill of Rights a fost în cele din urmă înaintată statelor în vederea ratificării, opiniile ambelor părți s-au schimbat. Mulți federaliști, care anterior s-au opus redactării unei Legi a Drepturilor, au susținut acum proiectul de lege pentru a domoli criticismul antifederalist. În schimb, numeroși antifederaliști s-au împotrivit adoptării documentului, deoarece ar reduce șansele organizării unei a doua convenții constituționale. De asemenea, antifederalistul Richard Henry Lee⁠(d) a susținut că proiectul de lege a lăsat intacte cele mai inacceptabile fragmente din Constituție, mai precis sistemul judiciar federal și impozitarea directă.
La 20 noiembrie 1789, New Jersey a ratificat unsprezece din cele douăsprezece amendamente, respingând articolul II⁠(d), care reglementa majorările salariale ale congresmenilor. Pe 19 și 22 decembrie, Maryland și Carolina de Nord au ratificat toate cele douăsprezece amendamente. La 19, 25 și 28 ianuarie 1790, Carolina de Sud, New Hampshire și Delaware au ratificat proiectul de lege, deși New Hampshire a respins amendamentul privind creșterea salariilor membrilor Congresului, iar Delaware a respins articolul I⁠(d), care reglementa dimensiunea Camerei Reprezentanților. Documentul a fost ratificat de șase din cele zece state necesare, dar procesul a stagnat în altele: Connecticut și Georgia au considerat inutilă o Declarație a Drepturilor și, prin urmare, au refuzat să o ratifice, în timp ce Massachusetts a ratificat majoritatea amendamentelor, dar nu a trimis o notificare oficială secretarului de stat.
Din februarie până în iunie 1790, New York, Pennsylvania și Rhode Island au ratificat unsprezece amendamente, deși toate trei au respins amendamentul privind majorarea salariilor congresmenilor. Virginia și-a amânat inițial dezbaterea, dar după ce Vermont a fost admis în Uniune în 1791, numărul total de state necesare pentru ratificare a crescut la unsprezece. Vermont a ratificat documentul la 3 noiembrie 1791, aprobând toate cele douăsprezece amendamente, iar Virginia a urmat în cele din urmă la 15 decembrie 1791.  Secretarul de stat Thomas Jefferson a anunțat adoptarea celor zece amendamente ratificate cu succes la 1 martie 1792.

## Bibiliografie
- Alderman, Ellen and Caroline Kennedy (1991). In Our Defense. Avon.
- Amar, Akhil Reed (1998). The Bill of Rights. Yale University Press.
- Beeman, Richard (2009). Plain, Honest Men: The Making of the American Constitution. Random House.
- Bell, Tom W. (1993) "The Third Amendment: Forgotten but Not Gone". William & Mary Bill of Rights Journal 2.1: pp. 117–150.
- Labunski, Richard E. (2006). James Madison and the struggle for the Bill of Rights. Oxford University Press.
- Wood, Gordon S. (2009). Empire of Liberty: A History of the Early Republic, 1789–1815. Oxford University Press.